# Baba (Sprache)
Die Sprache Baba (auch baba 1, bapa, bapakum, papia, supapya’; ISO 639-3: bbw) ist eine bantoide Sprache innerhalb der Gruppe Nun aus der Gruppe der Graslandsprachen, die von insgesamt 24.500 Personen in der Kameruner Nordwestprovinz gesprochen wird.
Sie ist verwandt mit der Sprache Mungaka [mhk]. Die Sprecher des Baba nennen sich selbst supapya.